# 羅璟
羅璟（1432年—1503年），字明仲，江西泰和人。明朝政治人物。

## 生平
羅璟為天順八年（1464年）一甲第三名進士（探花），授翰林院編修，升修撰，預修《宋元通鑒綱目》，累官洗馬。孝宗尚為太子時，羅璟授其讀書，因母丧歸里。
羅璟與尚书尹旻子侍讲尹龙為姻親，因尹旻得罪，被指為同党，外調南京禮部員外郎。孝宗即位後，經王恕等推薦，授福建提学副使。弘治五年（1492年），召為南京國子監祭酒。弘治十六年卒。《明史》有傳。

## 著作
編《五經旁註》、《周易程朱異同》。